# ガスコイン (西オーストラリア州)

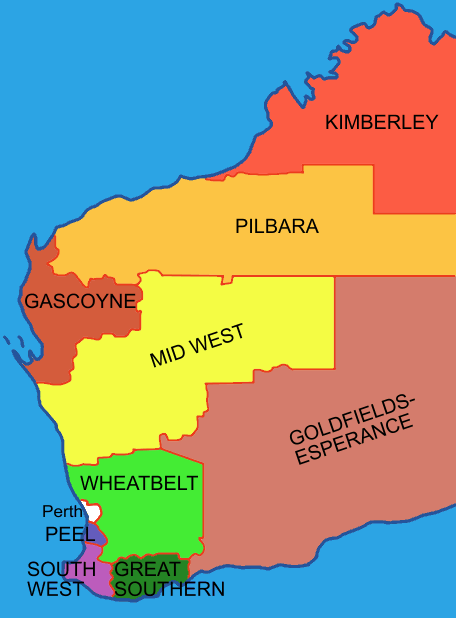
北西端の茶色の部分がガスコイン

ガスコイン地域(Gascoyne region)はオーストラリア・西オーストラリア州を9つに分けた地域区分のうちの1つ。同州北西部に位置し、西岸でインド洋に面し、北東をピルバラ、南東を中西部地域に接する。面積137,938 km²(島嶼部含む)、人口約10000人。

## 歴史
ヨーロッパ人に発見されるより以前は、数千年にわたってアボリジニがこの地に居住・生活していた。1616年にオランダ人ダーク・ハートグがこの地に上陸し、以降ウィレム・ジャンス、ウィリアム・ダンピア、ニコラ・ボーダン、フィリップ・キングなどが訪れた。1839年にジョージ・グレイがこの地域を探検し、ガスコイン川などを発見・命名した。1850年代にはシャーク湾がオーストラリア最初の真珠採取の地となった。1858年にフランシス・グレゴリーの探検によって優れた牧草地として知られだし、1860年代には入植が始まった。1883年カナーボンの町が設けられた。

## 気候、植生
ガスコインは砂漠気候(BW)に属し、年を通じて暖かく乾燥している。平均最高気温は7月に約22℃、1月には35℃前後まで上昇する。年間の320日ほどは晴天で、降雨は少なく、また長続きしない。平均降水量はわずか200mmほどであり、その大半はサイクロンの影響によってもたらされる。
このような乾燥した気候のため、低木混じりの草原が広がっている。

## 経済
ガスコインの経済活動は様々なものであるが、観光業が主要産業となっている。温暖で晴天に恵まれた気候と、ニンガルーリーフや世界遺産でもあるシャークベイのサンゴ礁を中心とした美しい海が、その主要因である。牧畜も重要な産業であり、この地域の土地の84%が牧草地として使用されている。鉱業生産も豊富であり、石膏が主なものである。製塩も行われている。

## 地方行政区分
ガスコイン地域は、下記の地方自治体によって構成される。
- カナーヴォン
- エクスマウス
- シャークベイ
- アッパーガスコイン